# 조지 심슨
조지 시드니 심슨(영어: George Sidney Simpson, 1908년 9월 21일 ~ 1961년 12월 2일)은 미국의 육상 선수이다. 그는 1932년 로스앤젤레스 올림픽에 출전하여 200미터 달리기에서 은메달을 획득하고 100미터 달리기에서 4위를 차지했다. 1930년, 조지 심슨은 100야드 달리기에서 9.4초의 신기록을 달성하였지만 당시 공식적으로 사용하지 못했던 스타팅 블록을 사용하여 출발했다는 이유로 기록이 인정되지 않았다. 그는 1930년 NCAA와 미국의 아마추어 체육 연합(AAU) 220 야드 (200 m)달리기에서 우승했다. 1929년엔 비공식적으로 200m 세계 기록인 20.6초를 기록했다. 심슨은 오하이오 주립 대학교에 다녔으며 1929년에 전국 타이틀을 획득했다.